# Alki Zei
Alki Zei (in greco Άλκη Ζέη; Atene, 15 dicembre 1923 – Atene, 27 febbraio 2020) è stata una scrittrice greca di libri per ragazzi.

## Biografia
Rifugiata politica nell'Unione Sovietica dal 1954 al 1964, tornò poi in Grecia, ma dovette lasciare di nuovo il paese d'origine durante la dittatura dei colonnelli trasferendosi a Parigi prima di ritornare definitivamente in patria nel 1974.
Esordì nel 1963 con La tigre in vetrina e in seguito pubblicò numerose opere destinate ai ragazzi affrontando il tema dell'esilio e della difficoltà nei rapporti tra giovani e adulti.
Tra i riconoscimenti ottenuti vanno menzionati il Premio letterario Giuseppe Acerbi nel 2002 con La fidanzata di Achille e un Premio Andersen 2007 con La tigre in vetrina.

## Opere

### Romanzi
- La tigre in vetrina (Το καπλάνι της βιτρίνας, 1963), Torino, Einaudi, 1989 traduzione di Marisa Aboaf Lorenzi ISBN 88-06-11453-0. - Nuova ed. Milano, Salani, 2006 traduzione di Marisa Aboaf Lorenzi ISBN 88-8451-475-4, Nuova ed. Milano, Salani, 2023, traduzione di Tiziana Cavasino EAN 9788831016865.
- La storia di Petros (Ο μεγάλος περίπατος του Πέτρου, 1971), Milano, Mondadori, 1991 traduzione di Francesca Cavattoni ISBN 88-04-34481-4.
- Αρβυλάκια και γόβες (1975)
- Ο θείος Πλάτων (1975)
- Vicino ai binari: infanzia in Lituania (Κοντά στις ράγες, 1977), Torino, Petrini, 1991 traduzione di Maria Gabriella Marinelli
- Μια Κυριακή του Απρίλη (1978)
- Τα παπούτσια του Αννίβα (1979)
- La fidanzata di Achille (Η αρραβωνιαστικιά του Αχιλλέα, 1987), Milano, Crocetti, 1998 traduzione di Lucia Marcheselli Loukas ISBN 88-8306-002-4.
- L'ombrello viola (Η μωβ ομπρέλα, 1989), Milano, Mondadori, 2004 traduzione di Roberta Cercenà ISBN 88-04-53053-7.
- Η Αλίκη στη χώρα των μαρμάρων (1990)
- Ματίας (1993)
- Σπανιόλικα Παπούτσια (1994)
- Micioragionamenti (Γατοκουβέντες, 1996), Monselice, Camelozampa, 2012 traduzione di Tiziana Cavasino ISBN 978-88-906105-6-1.
- Νεανική Φωνή  (1996)
- Η δωδέκατη γιαγιά και άλλα.. (1998)
- Η Κωνσταντίνα και οι αράχνες της (2002)
- Il nonno bugiardo (Ο Ψεύτης Παππούς, 2007), Monselice, Camelozampa, 2018 traduzione di Tiziana Cavasino ISBN 978-88-99842-13-0.
- Με μολύβι φάμπερ νούμερο δύο (2013)
- Πόσο θα ζήσεις ακόμα, γιαγιά; (2017)
- Ένα παιδί από το πουθενά (2019)

### Antologie
- Rose di Grecia: racconti di scrittrici greche di AA. VV., Roma, edizioni E/O, 1997 a cura di Luigina Giammatteo ISBN 88-7641-316-2.

## Premi e riconoscimenti

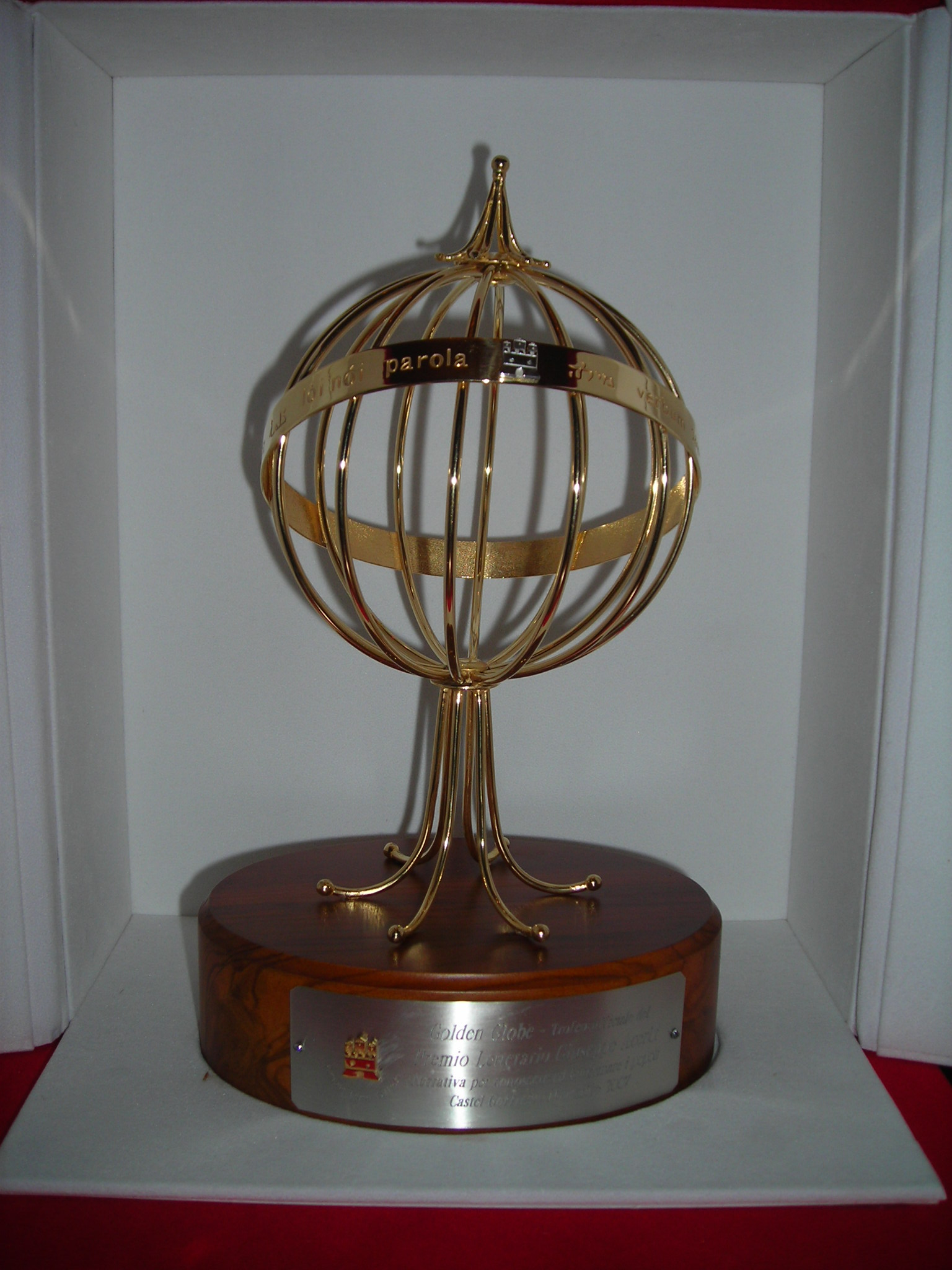
Premio letterario Giuseppe Acerbi.

- 2002 - Premio letterario Giuseppe Acerbi, vincitrice con La fidanzata di Achille
- 2007 - Premio Andersen, vincitrice nella categoria "Miglior libro oltre i 12 anni" con La tigre in vetrina
- 2010 - Prix des étudiants francophones, vincitrice con Il nonno bugiardo
- 2019 - Prix Chronos, vincitrice con Il nonno bugiardo